# Tone Allers
Tone Elisabeth Bækkevold Allers, född 25 november 1972, är en norsk diplomat.
Allers är till utbildningen filologie kandidat och har arbetat inom den norska utrikestjänsten sedan 2000. Hon tjänstgjorde som underdirektör i Utrikesdepartementet 2010–2014 och som avdelningsdirektör 2014–2017. Åren 2017–2021 var hon Norges ambassadör i Amman. Sedan 2021 tjänstgör hon som expeditionschef i Utrikesdepartementet.